# ТИРОС-1
ТИРОС-1 (англ. TIROS-1, Television InfraRed Observation Satellite) — американский метеорологический спутник. Первый в мире метеорологический спутник. Разработан для проверки возможности получения и использования фотографий облачного покрова со спутников.

## Конструкция
Корпус спутника выполнен в виде 18-сторонней призмы. Электропитание от около 9 тыс. солнечных ячеек и 21 никель-кадмиевого аккумулятора. Одна монопольная антенна для получения команд была расположена наверху аппарата, два скрещенных диполя — на нижней опорной плите. По краям нижней плиты располагались пять пар твердотопливных двигателей для стабилизации аппарата вращением со скоростью от 8 до 12 оборотов в минуту. Для фотографирования облачного покрова на ТИРОСЕ были установлены два 1,27-см видикона (телекамеры), широкоугольный и узкоугольный. В случае нахождения аппарата в радиотени, изображения записывались на магнитную ленту, а на сеансе связи передавались на Землю.

## Запуск
Спутник запущен 1 апреля 1960 года и успешно проработал до 15 июня, когда отключилось электроснабжение. ТИРОС-1 до сих пор находится на орбите.

## Фотографии

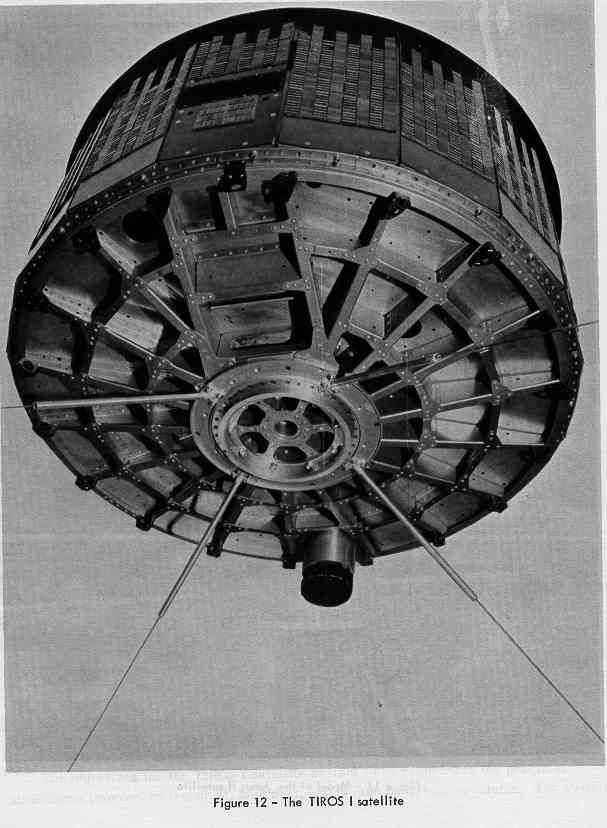
ТИРОС-1. Вид на нижнюю опорную плиту.
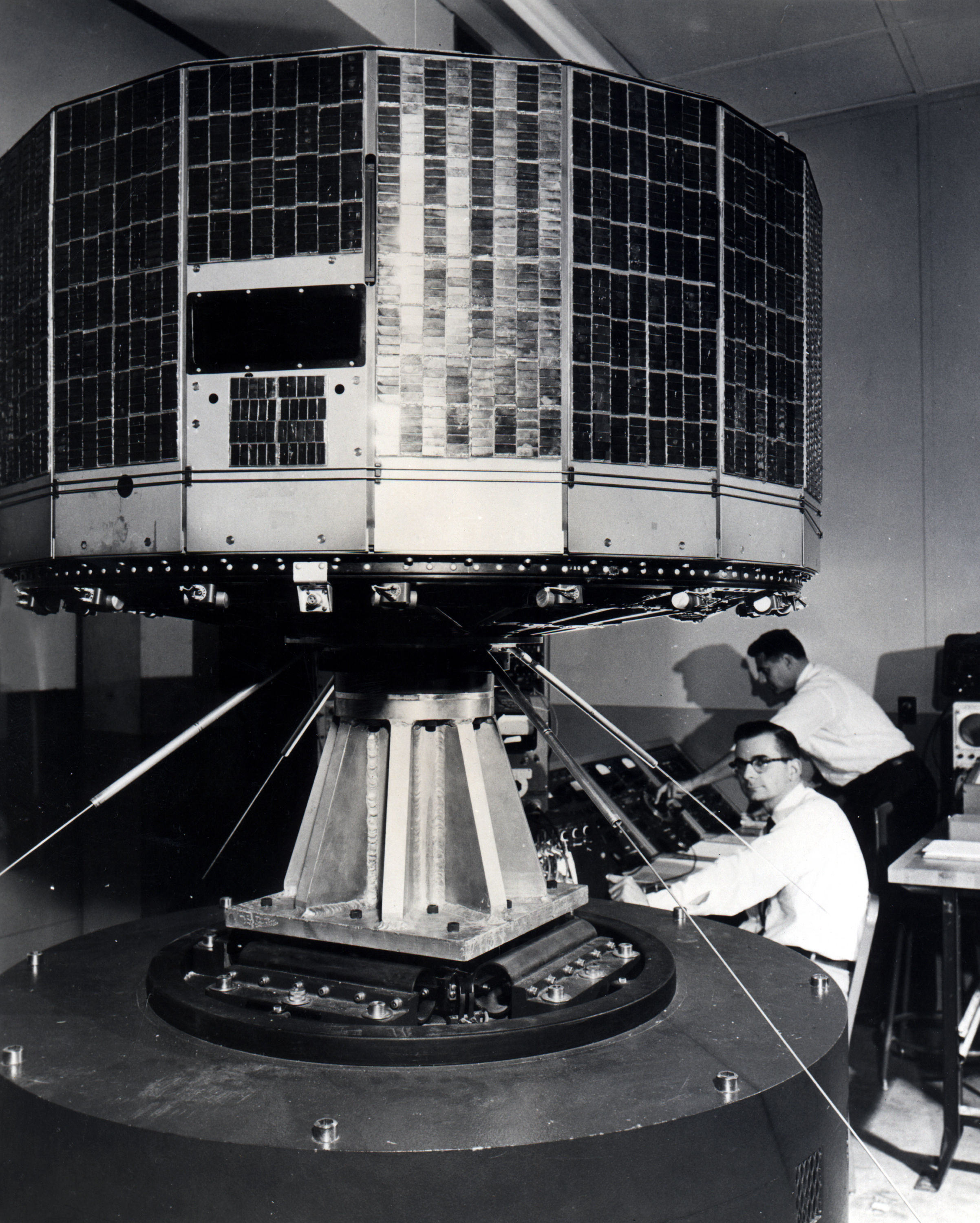
ТИРОС-1. Хорошо видны телеметрические антенны.
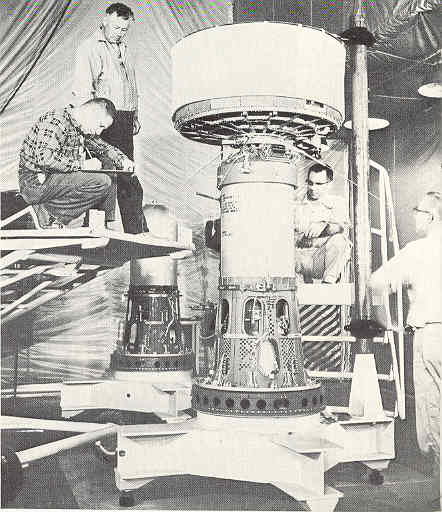
ТИРОС-1 монтируется на третьей ступени ракеты Тор-Эйбл.
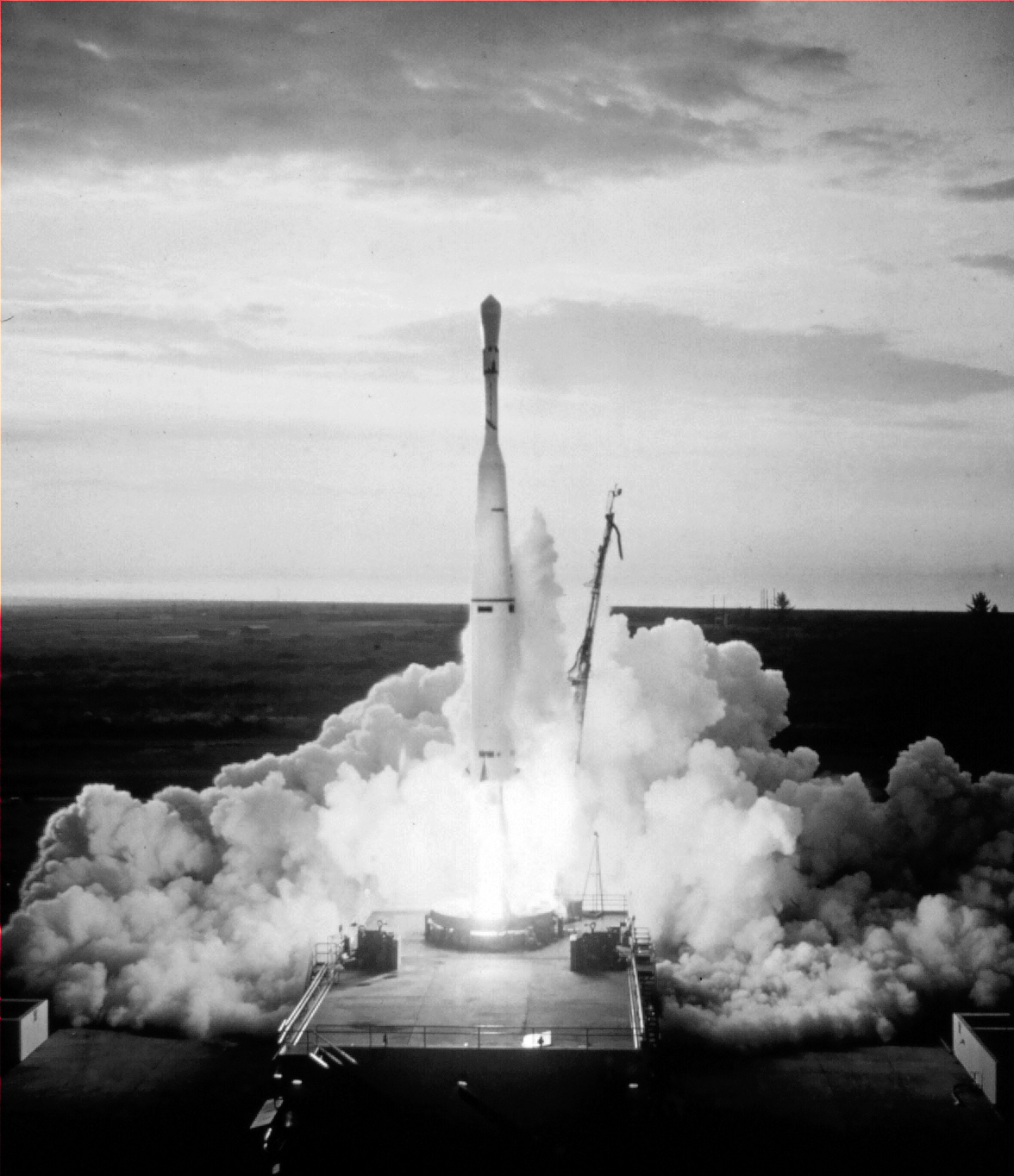
Запуск ТИРОС-1 ракетой Тор-Эйбл.
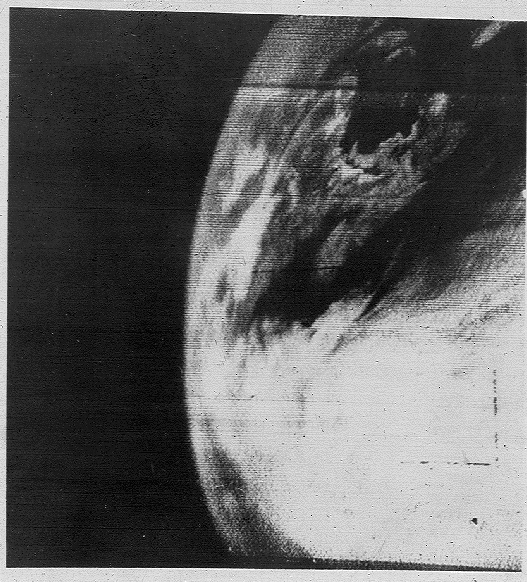
Первое изображение Земли, переданное с ТИРОС-1.
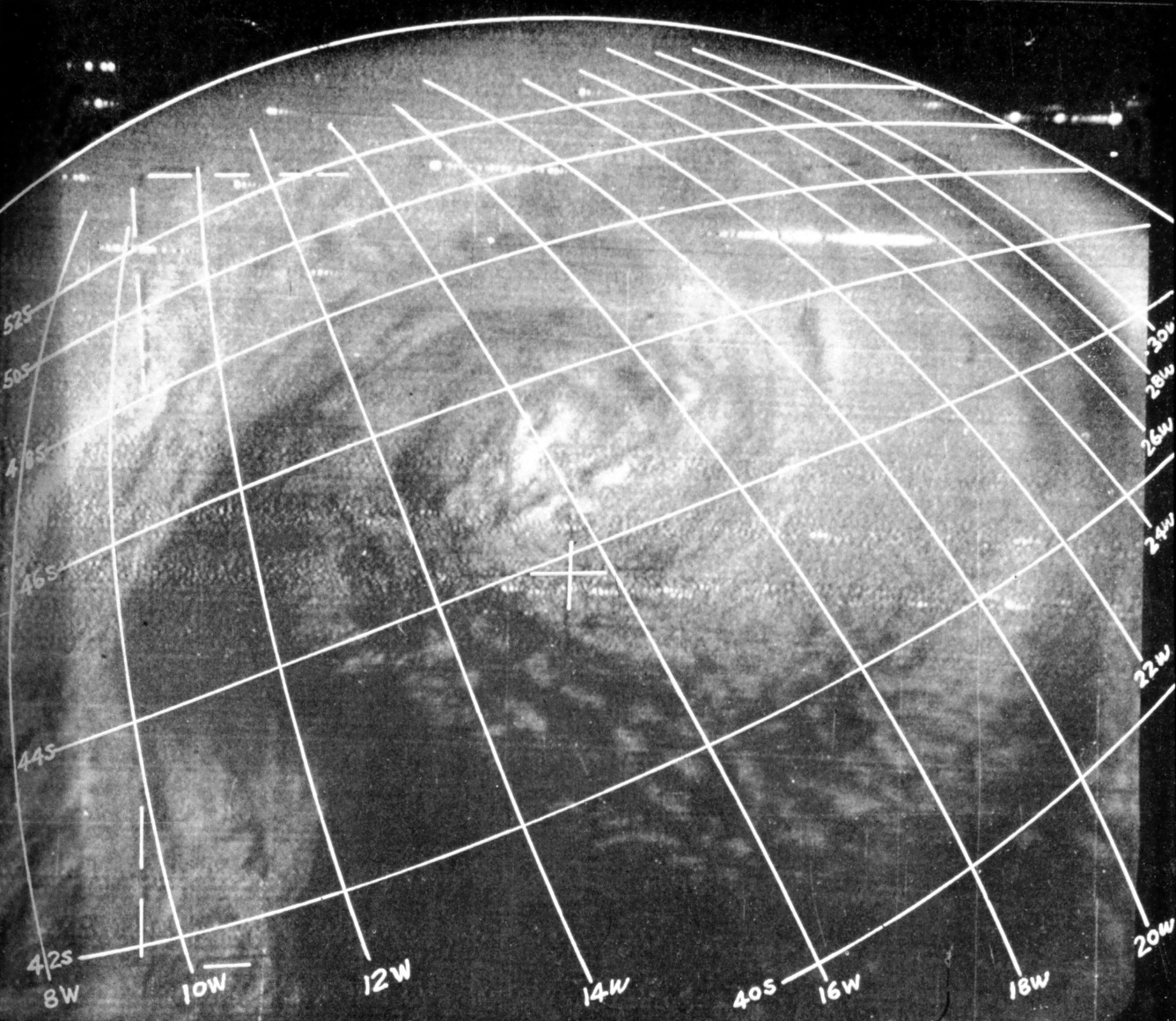
Изображение циклона с ТИРОС-1.